# 宿院良蔵
宿院 良蔵（しゅくいん りょうぞう、文政4年（1821年）? - 慶応4年1月6日（1868年1月30日））は、新選組隊士。名を良三、良造とも。
出身は京都、もしくは丹波亀山藩ともいわれる。新選組の入隊時期は不明だが、文久3年（1863年）の八月十八日の政変には参加している。
元治元年（1864年）6月5日の池田屋事件では、土方歳三隊に属し屋外の守備を担当。褒賞金として金15両を得ている。
その頃、近藤勇の専横を憤った永倉新八は同志5人らと語らい、近藤批判の建白書を京都守護職に提出する。
同年9月、その責を負い、葛山武八郎の切腹に際しては、谷三十郎と共に、頼越人となって光縁寺を訪れている。
さらに同年12月の組織編成では、井上源三郎の三番組に属している。慶応3年（1867年）6月10日の幕府召抱えでは平同士として名を連ねている。
慶応4年（1868年）1月3日から始まった戊辰戦争第一の役鳥羽・伏見の戦いを経て、1月6日に橋本の戦いで戦死（1月3日に戦死という説もある）。死亡時の年齢は47～8歳だとされるが真偽は不明。